# .onion
.onion er et pseudo-generisk topdomæne, der fortæller, at en side er tilgængelig via Tor-netværket.
Pseudodomænet er ikke et DNS-navn, men med det rigtige software kan browsere indstilles til at gå ind på .onion sider.
| Generiske topdomæner | Spire Denne artikel om generiske topdomæner er en spire som bør udbygges. Du er velkommen til at hjælpe Wikipedia ved at udvide den. |